# یواس‌اس دلو (ای‌کی‌ای-۱۶)
یواس‌اس دلو (ای‌کی‌ای-۱۶) (به انگلیسی: USS Aquarius (AKA-16)) یک کشتی بود که طول آن ۱۴۰ متر (۴۶۰ فوت) بود. این کشتی در سال ۱۹۴۳ ساخته شد.